# Rijksbeschermd gezicht Landgraaf - Lauradorp
Gezicht Landgraaf - Lauradorp is een van rijkswege beschermd dorpsgezicht in de wijk Lauradorp in Landgraaf in de Nederlandse provincie Limburg.

## Beschrijving gebied
Lauradorp is gebouwd buiten de dorpskern van Waubach, op enkele kilometers afstand van de mijnen Laura en Julia. Het dorp werd gebouwd door de Stichting Thuis Best in opdracht van de mijnonderneming Laura en Vereeniging te Eygelshoven. Tussen 1926 en 1931 ontstond een nieuwe gemeenschap met totaal ruim 500 woningen, enkele kerken, scholen en een accommodatie voor de jeugd.
Lauradorp kwam in verschillende fasen tot stand: Laura II (1926), IV (1927), V (ca. 1928) en VI (1930). De architect F.W. de Rooij ontwierp Laura II en IV, terwijl Jan Drummen de buurten Laura V en VI voor zijn rekening nam. De woninggroepen Laura I (Hopelerweg) en III (Strijthagerweg) liggen in de wijk Hopel, gemeente Kerkrade.
Terwijl architect Jan Drummen nog in onderhandeling was over het officiële bouwprogramma, bouwde Stichting Thuis Best in 1926 en 1927 alvast de kleinere complexen Laura II en IV onder architectuur van F.W. de Rooij, de huisarchitect van Thuis Best. Een deel van deze woningen sluit aan bij de stijl van Drummen, maar met name de woningen langs de Kant- en Hovenstraat zijn in een afwijkende, sobere bouwstijl opgetrokken. Deze buurten (Laura II en IV), alsmede de verdere uitbreidingen na de Tweede Wereldoorlog vallen buiten het beschermde gezicht.
Het eigenlijke tuindorp ontstond tussen 1927 en 1931. Het ging om 400 woningen, meest gebouwd in blokken van 2 tot 12 woningen. Alle woningen hadden een diepe achtertuin en een kleine voortuin; aan de beplanting, de afscheidingen en hekjes werd veel aandacht besteed. De erkers van de hoekhuizen werden voorzien van stenen bloembakken. Toen Lauradorp klaar was oogstte het als tuindorp voor mijnwerkers alom bewondering.
Binnen het beschermde gebied ligt de Sint-Theresia- en Don Boscokerk. De woningen van architect Drummen liggen als een halve waaier rond het centrale Kerkplein, dat wel deel uitmaakt van de stedenbouwkundige opzet, maar pas later is ingevuld. De meeste straten uitkomend op het Kerkplein worden gekenmerkt door afwisselende bouwblokken en terugspringende rooilijnen. Het plein ter hoogte van de Olmenstraat/Esdoornstraat heeft een entreefunctie en vormt een afgebakende, openbare groene ruimte. De oorspronkelijke groenvoorziening is hier, evenals op het Kerkplein, grotendeels verloren gegaan.
Opvallend in de structuur is de dominante positie van de opzichterswoning in de Lindestraat. De opzichterswoning en de daarachter gelegen opzichterswerkplaats geven een indruk van de sociale structuur in de mijnkolonie. De woningen hebben nog deels het door architect Drummen zorgvuldig bedachte en consequent doorgevoerde uiterlijk. Na de overdracht van de woningen aan particulieren heeft echter een sterke bouwkundige erosie plaatsgevonden. De uniformiteit van de wijk is sterk aangetast door het vergroten van vensters, het vervangen van houten kozijnen door kunststof, het vervangen van voordeuren, het verwijderen van de betonnen luifels, het verdwijnen van originele daklijsten en goten, en het gebruik van diverse kleuren en materialen bij het schilderen of vervangen van dakkapellen.

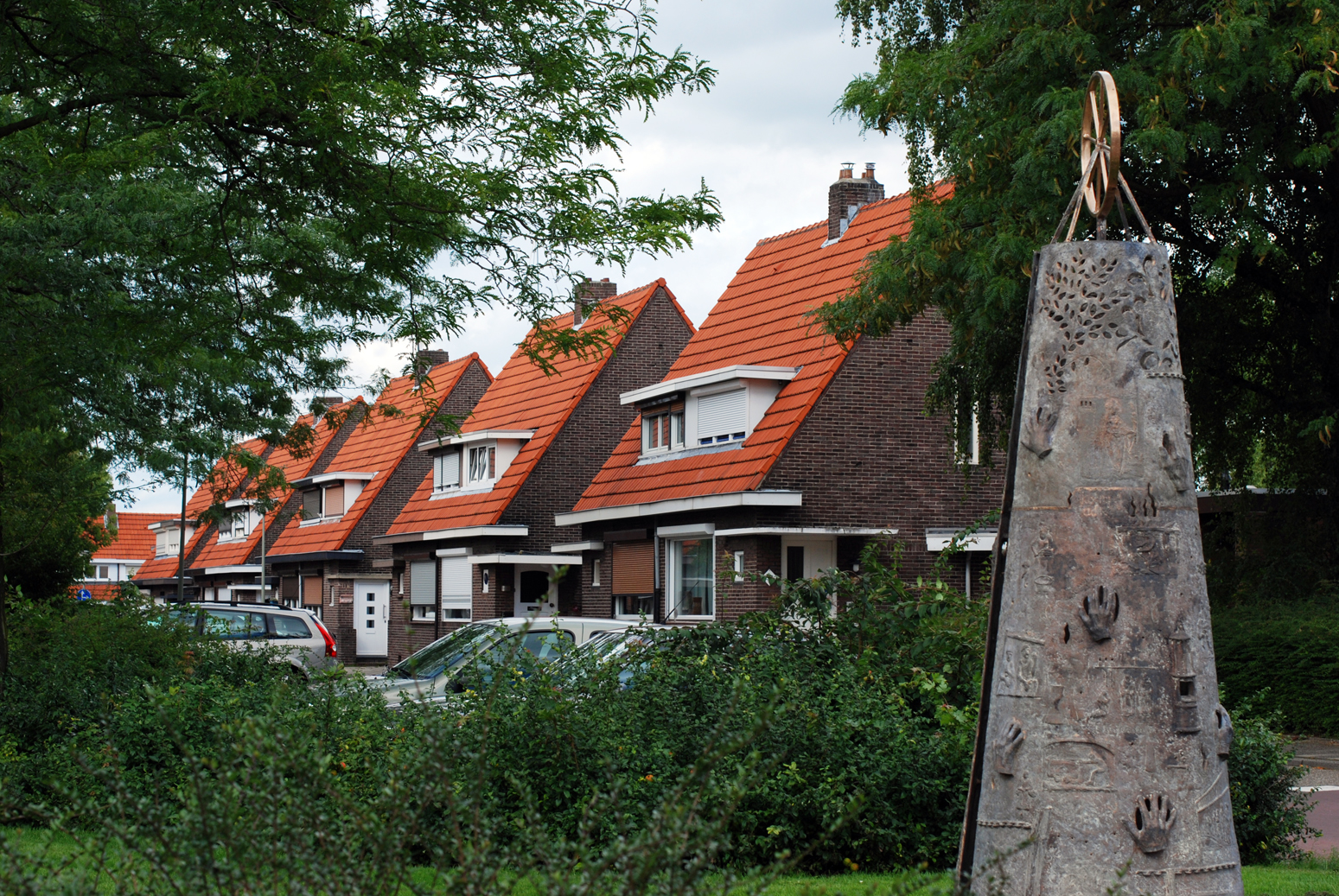
Olmenstraat
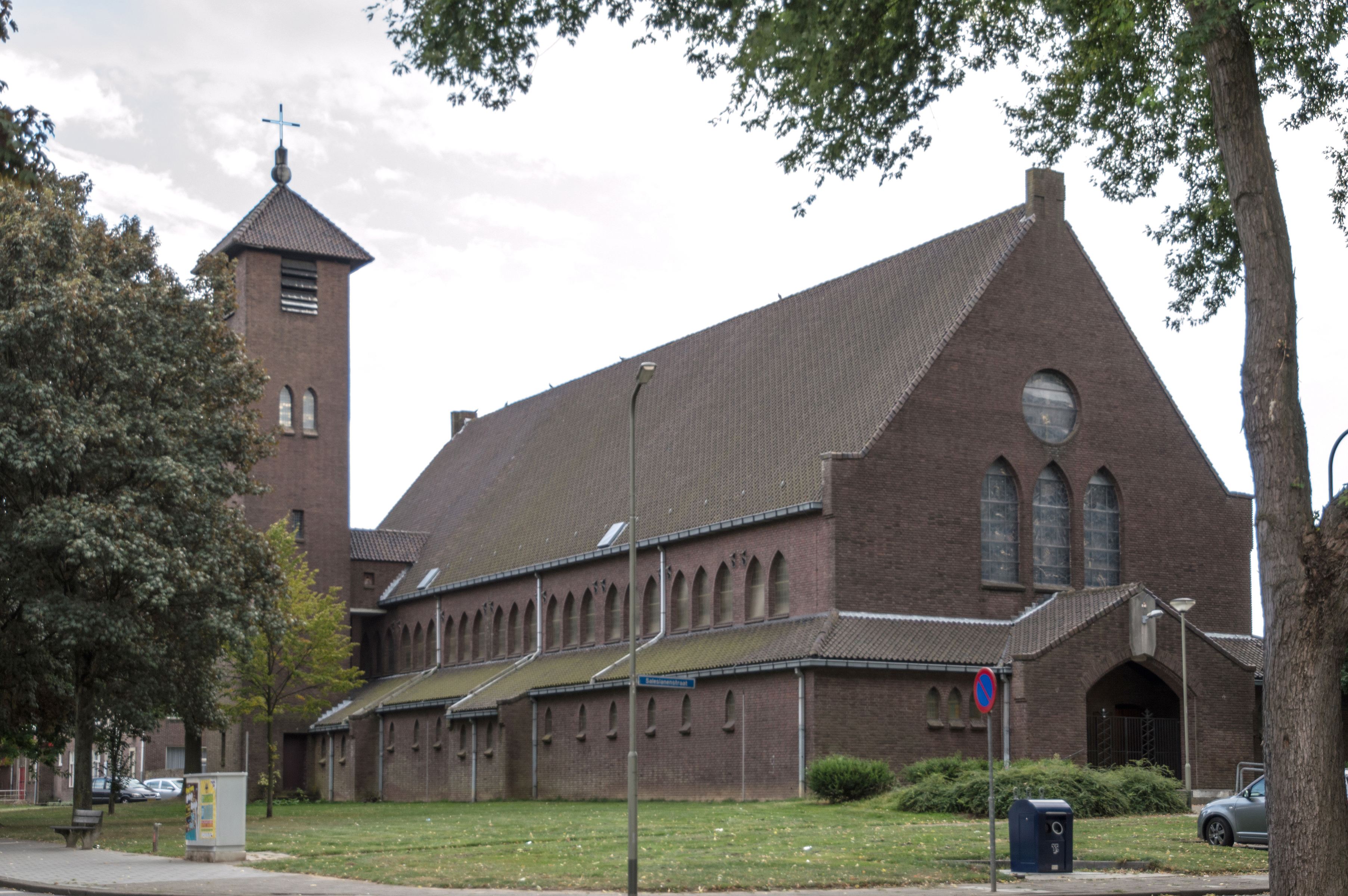
Sint-Theresia- en Don Boscokerk
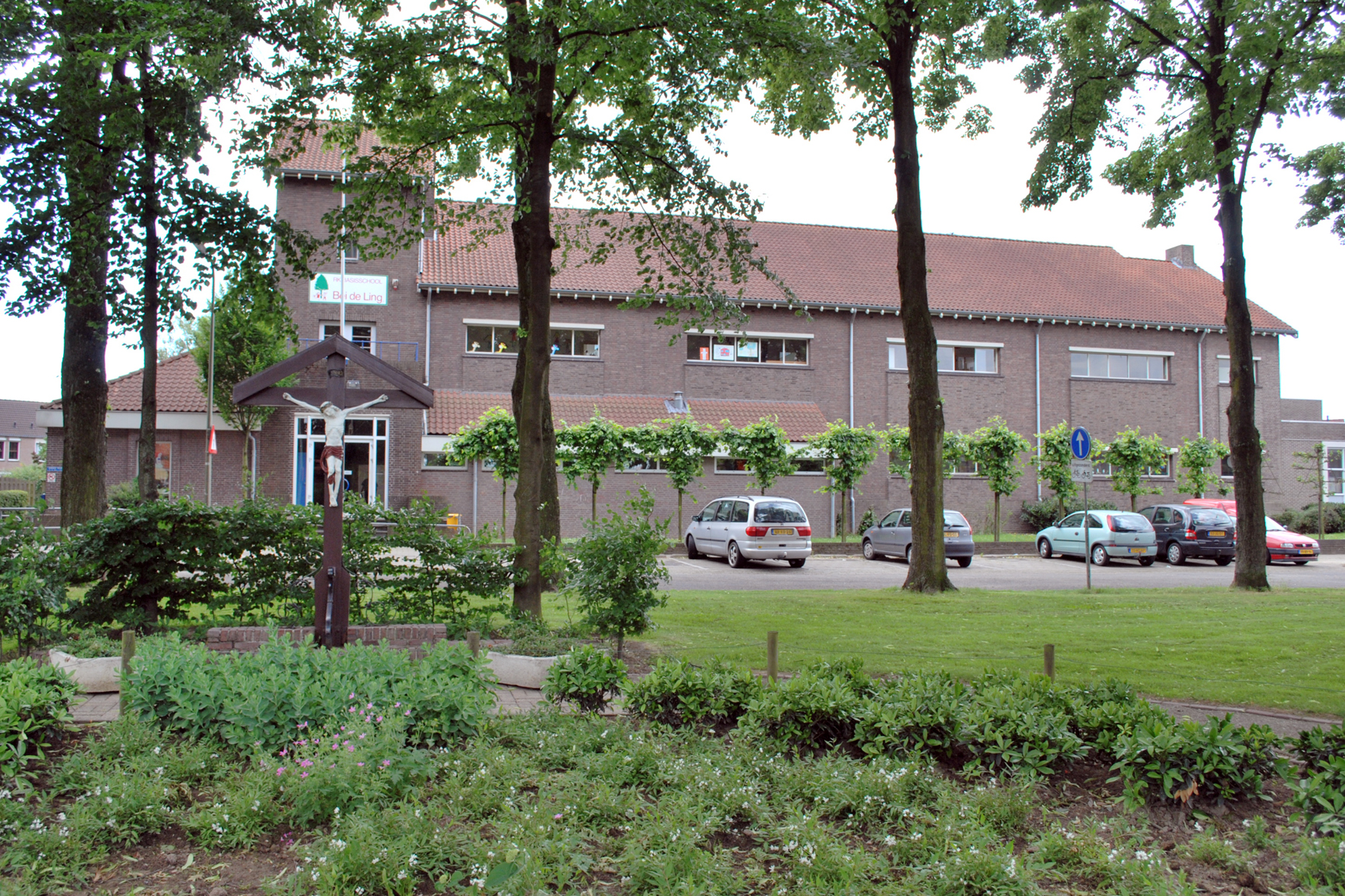
Basisschool
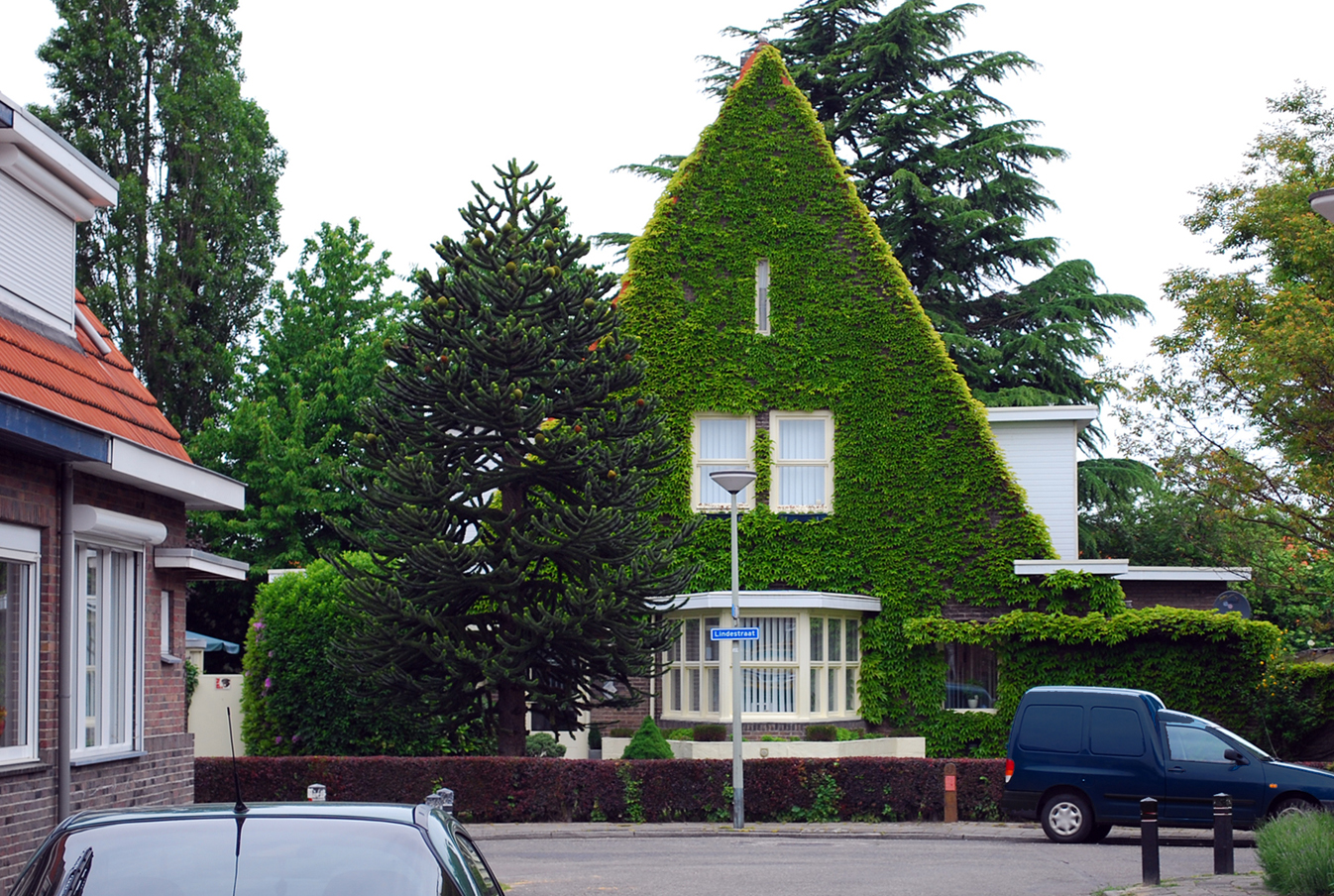
opzichterswoning in Lindestraat
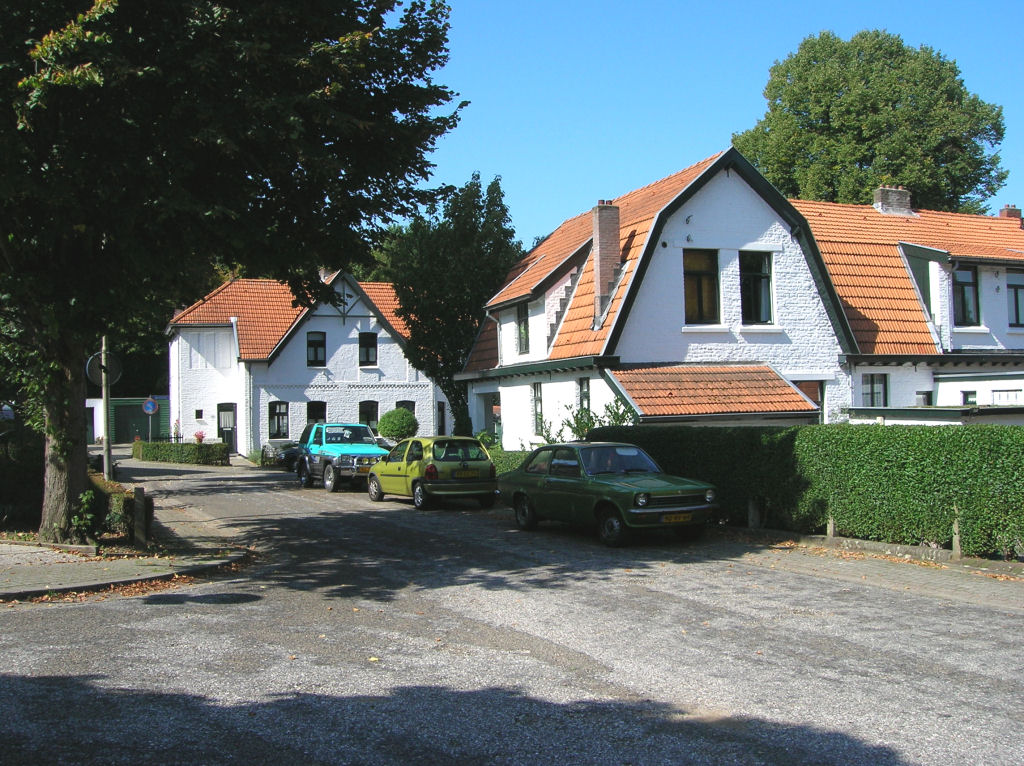
Kolonie Hopel, Kerkrade

## Aanwijzing tot rijksbeschermd gezicht
De procedure voor aanwijzing werd gestart op 8 april 2003. Het gebied werd op 15 februari 2008 definitief aangewezen. Het beschermd gezicht beslaat een oppervlakte van 19,3 hectare.
Panden die binnen een beschermd gezicht vallen, krijgen niet automatisch de status van beschermd monument. Wel zal de gemeente het bestemmingsplan aanpassen om nieuwe ontwikkelingen in het gebied te reguleren. De gezichtsbescherming richt zich op de stedenbouwkundige en cultuurhistorische waardering van een gebied en wil het toekomstig functioneren daarvan veiligstellen.
Naast Landgraaf - Lauradorp telt de gemeente Landgraaf nog twee andere beschermde stads- en dorpsgezichten.